# ناحیه اوچامچیرا
ناحیه اوچامچیرا (به لاتین: Ochamchira District) یک منطقهٔ مسکونی در آبخاز است که در آبخاز واقع شده‌است. ناحیه اوچامچیرا ۱٬۸۰۸ کیلومتر مربع مساحت و ۲۴٬۸۶۸ نفر جمعیت دارد.

## تاریخچه
منطقه اوچامچیرا، واقع در بخش غربی منطقه گالی در آبخازیا، دارای تاریخ غنی و پیچیده‌ای است که قرن‌ها را در بر می‌گیرد. این منطقه از زمان‌های بسیار قدیم مسکونی بوده و تمدن‌های مختلفی بر فرهنگ، معماری و سنت‌های آن اثر گذاشته‌اند.
۱. تاریخ باستان: منطقه اطراف اوچامچیرا محل سکونت مردم کلخی بوده‌است، تمدنی کهن که در اساطیر یونان ذکر شده‌است. کلخیس به دلیل ثروت، تجارت و نفوذ فرهنگی خود در منطقه باستانی دریای سیاه شناخته شده بود.
۲. دوره روم و بیزانس: در قرن ۱ پس از میلاد، این منطقه تحت نفوذ روم قرار گرفت و بعدها، در دوره بیزانس، بخشی از پادشاهی لازیکا شد. در این دوره کلیساها و قلعه‌های متعددی در این منطقه ساخته شد که امروزه نیز می‌توان بسیاری از آنها را دید.
۳. تهاجمات اعراب و پارسیان: در قرن هشتم و نهم میلادی این منطقه با تهاجمات نیروهای عرب و فارس مواجه شد که موجب گسترش اسلام در این منطقه شد.
۴. حکومت گرجستان: در قرن ۱۰، این منطقه به پادشاهی گرجستان ملحق شد، که آغاز دوره طولانی نفوذ فرهنگی و سیاسی گرجستان بود. کلیسای ارتدوکس گرجستان نقش مهمی در زندگی مذهبی مردم ایفا کرد.
۵. حکومت عثمانی: در قرن شانزدهم، این منطقه توسط امپراتوری عثمانی فتح شد که نزدیک به ۲۰۰ سال بر این منطقه حکمرانی کرد. در این مدت، جمعیت محلی به اسلام سنی گرویدند و منطقه تغییرات اجتماعی و اقتصادی قابل توجهی را تجربه کرد.
۶. حکومت روسیه: در اواسط قرن ۱۹، این منطقه بخشی از امپراتوری روسیه شد. در این دوره چندین ساختمان اداری، مدرسه و کلیسا ساخته شد که نشان دهنده تأثیر فرهنگ روسی در منطقه بود.
۷. دوران شوروی: پس از انقلاب روسیه، ناحیه اوچامچیرا در سال ۱۹۳۱ بخشی از اتحاد جماهیر شوروی شد. در این مدت، این منطقه با توسعه کشاورزی، ماهیگیری و گردشگری، صنعتی شدن و شهرنشینی سریع را تجربه کرد.
۸. درگیری آبخاز و گرجستان: در اوایل دهه ۱۹۹۰، درگیری آبخاز و گرجستان منجر به آواره شدن هزاران نفر از جمله گرجی‌های قومی از ناحیه اوچامچیرا شد. این درگیری با آتش‌بس در سال ۱۹۹۳ به پایان رسید و از آن زمان تاکنون آبخازیا و گرجستان ادعای مالکیت منطقه را دارند.
امروزه منطقه اوچامچیرا بخشی از جمهوری جدا شده آبخازیا است که توسط اکثر کشورهای جهان به عنوان بخشی از گرجستان شناخته می‌شود. این منطقه به خاطر مناظر زیبا، مکان‌های تاریخی و میراث فرهنگی غنی اش شناخته شده‌است.